# Lecco–Brescia-vasútvonal
A Lecco–Brescia-vasútvonal egy normál nyomtávolságú, 82 km hosszúságú vasútvonal Olaszországban, Lecco és Brescia között. A vonal 3000 V egyenárammal villamosított, fenntartója az RFI.
A vasútvonal két részből áll:
- Lecco–Bergamo-vasútvonal: 1863-ban épült;
- Bergamo–Brescia-vasútvonal: 1854-ben épült, része a Ferrovia Ferdinandea vasútvonalnak.